# CITRUS (曲)
『CITRUS』（シトラス）は、Da-iCEの楽曲。2020年11月25日にavex traxよりリリースされた。第63回日本レコード大賞 大賞受賞曲。

## 概要
前作より1ヶ月ぶりとなるシングル。表題曲は、玉木宏が主演したドラマ『極主夫道』の主題歌に起用された。11月15日放送の第6回にはメンバーの大野雄大と岩岡徹が出演している。
2021年10月にストリーミングでの再生回数が累計1億回を突破した。
2021年12月30日の第63回日本レコード大賞で、大賞を受賞した。

### 仕様
「通常盤（CD＋DVD）」「通常盤＋GOODS（CD＋DVD）」「通常盤（CD＋BD）」の3形態で発売。

## チャート成績
- 2020年12月7日付のオリコン週間ランキングでは初動約6千枚を売り上げ、週間13位にランクインした[6]。
- 日本レコード大賞のテレビ放送後に注目度が大きく上昇し、2022年1月5日公開のBillboard JAPAN Hot 100で最高位となる7位を記録した[7]。

## ミュージック・ビデオ
2020年11月10日にリリックビデオが、12月13日ミュージックビデオが公開。監督は須永秀明。

## 収録曲
パッケージ版
1. CITRUS
2. Splash 2020
3. CITRUS[Instrumental]
4. Da-iCE TV スペシャル -THE SENSE OF SMELL- [DVD]

ダウンロード・ストリーミング版「CITRUS (Special Edition)」
1. CITRUS
2. Splash 2020
3. amp (Instrumental)
4. Found it (Instrumental)
5. image (KARAOKE with YUDAI)
6. image (KARAOKE with SOTA)

## カバー
- 小林幸子 - 2021年12月7日にYouTubeで歌唱動画を公開。
- GARNiDELiA - 2022年3月4日に配信リリース。MVも制作され、GARNiDELiAの公式YouTubeチャンネルで公開された[9]。